# 82 Samodzielna Kompania Czołgów Rozpoznawczych

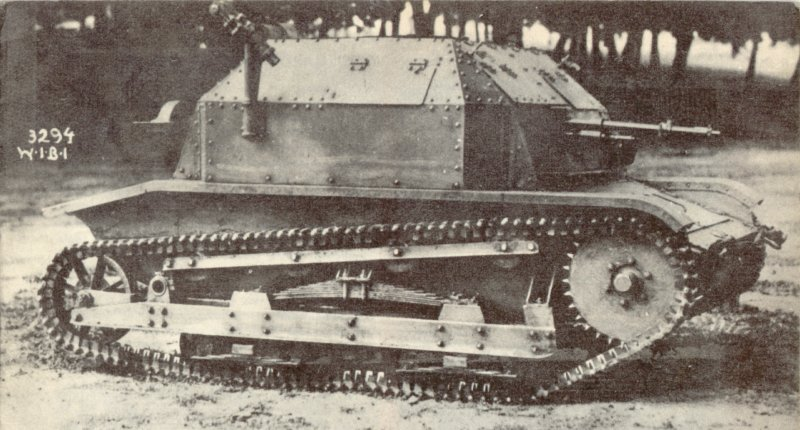
czołg TK-3 – czołg podstawowy kompanii

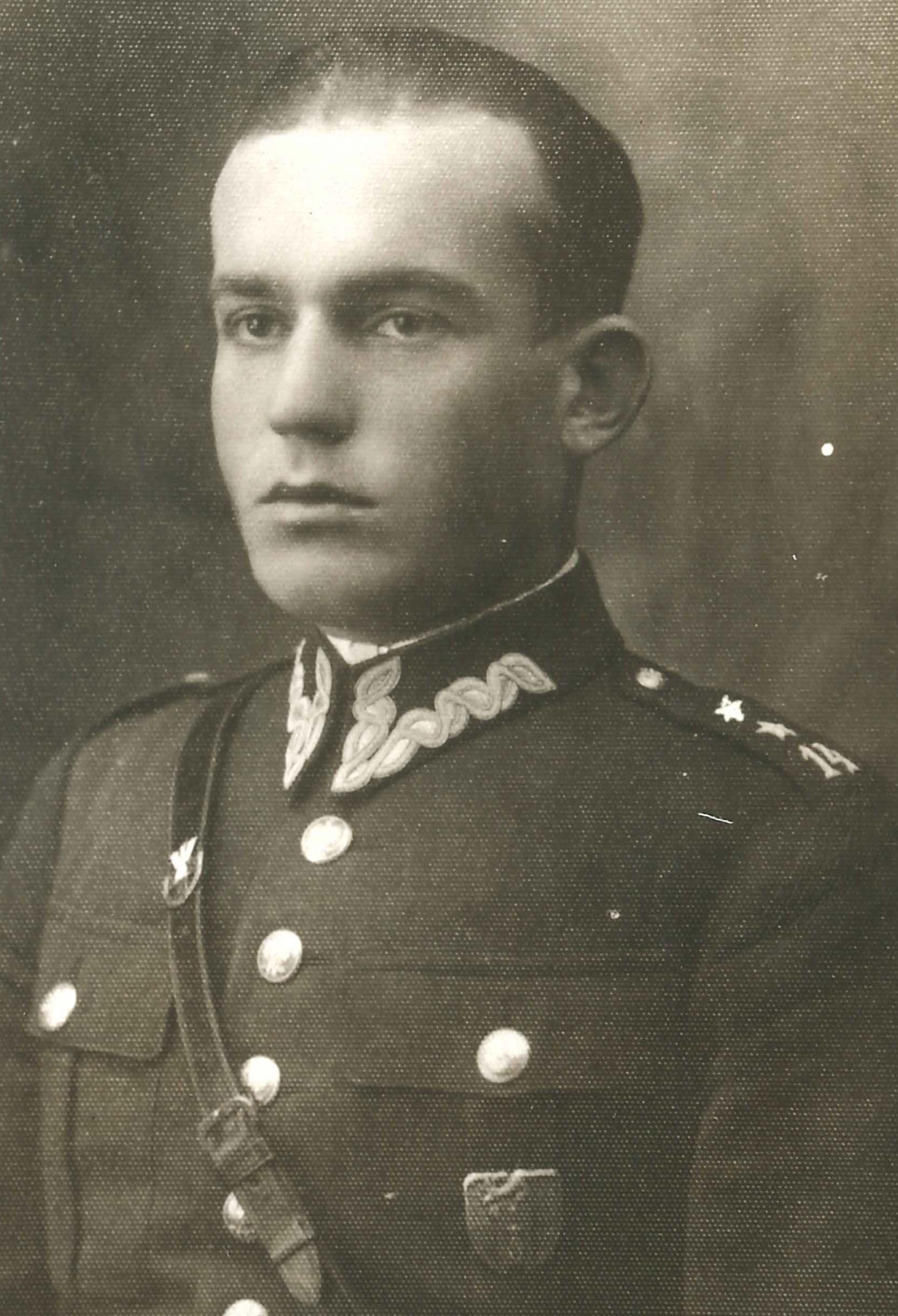
Porucznik Czesław Omielanowicz – we wrześniu 1939 r. dowodził plutonem techniczno-gospodarczym 82 Samodzielnej Kompanii Czołgów Rozpoznawczych.

82 Samodzielna Kompania Czołgów Rozpoznawczych – pancerny pododdział rozpoznawczy Wojska Polskiego II Rzeczypospolitej.
Kompania nie występowała w pokojowej organizacji wojska. Została sformowana 25 sierpnia 1939 roku w Bydgoszczy w grupie jednostek oznaczonych kolorem niebieskim z przeznaczeniem dla 26 Dywizji Piechoty. Jednostką mobilizującą był 8 batalion pancerny.
Na wyposażeniu posiadała 13 czołgów rozpoznawczych TK-3.

## 82 skczr w kampanii 1939 r.

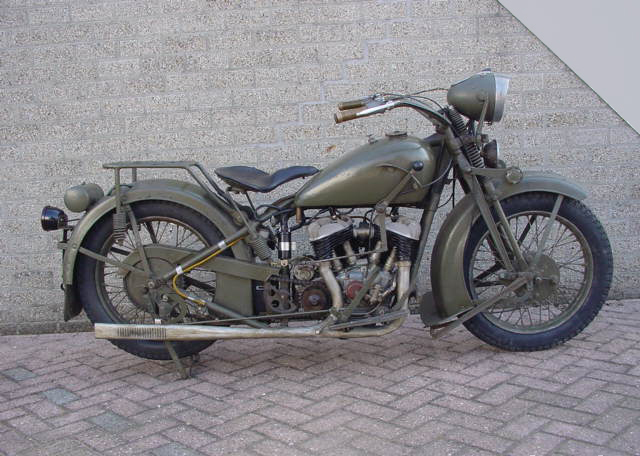
Motocykl Sokół 1000

29 sierpnia kompania zajęła rejon koncentracji w rejonie Wapno Nowe. W nocy z 31 sierpnia na 1 września kompania patrolowała rejon przygraniczny pod Chodzieżą, a 1 września przeszła do Grabarzewa na wschód od Gołańczy i ochraniała dowództwo 26 Dywizji Piechoty. 2 września pododdział rozpoznawał rejon wsi Margonin i walczył z Niemcami, którzy przeprawili się przez Noteć w rejonie Szamocina. Nieprzyjaciela wyparto za rzekę. Do dalszych starć z niemiecką piechotą wspomaganymi przez dywersantów doszło w pobliżu wsi Szamoty, Raczyna i Józefowice, gdzie stracono 1 czołg, drugi czołg mocno uszkodzono pozostał w Szamocinie. 3 września kompania pozostawała w Panigrodziu, osłaniając wycofywanie się oddziałów 26 DP w rejon Żnin — Szubin. Następnego dnia od rana prowadziła rozpoznanie w kierunku Chodzieży. Po południu pod Gołańczą czołgiści stoczyli walkę z niemiecką kompanią zmotoryzowaną wspartą artylerią przeciwpancerną. Po zmroku wycofali się w rejon Jezior Żnińskich do Biskupina. 5 września oddziały 26 DP zajęły rubież Noteci. Kompania stanowiła odwód, ześrodkowała się w Lubostroniu pod Barcinem i dokonywała napraw oraz konserwacji sprzętu. 6 września pododdział prowadził rozpoznanie na kierunku Żnina, a wieczorem przegrupował się w kierunku Kruszwicy. 7 września poprzez Pakość 82 kompania przeszła do Inowrocławia, gdzie oczyszczała miasto z dywersantów, utrudniających wycofanie się tyłowych pododdziałów 26 DP. Po czym wycofała się na postój do Kruszwicy. 8 września czołgiści dozorowali szosę Radziejów – Brześć Kujawski stacjonując w lesie Borucin koło Lubrańca. 9 września kompania wspólnie z pododdziałami 10 pułku piechoty osłaniała główną pozycję dywizji pod Zgłowiączką. 10 września wraz z 72 kompanią czołgów rozpoznawczych weszła w skład zmotoryzowanego zgrupowania 26 DP i ześrodkował się w majątku Benignów. W dniach 11 – 13 września kompania weszła w skład ochrony kwatery głównej dowództwa Armii Pomorze. Brała wówczas udział w walkach z czołgami niemieckimi, które przedarły się na tyły polskich pozycji nad Bzurą i zagroziły bezpośrednio dowództwu armii pod Kiernozią w majątku Czerniew. 13 września 82 skczr osłaniała przemieszczające się kolumny samochodowe z 26 DP z rejonu Rybna na przedmoście Sochaczew. Była w rejonie Kozłowa Nowego ostrzeliwana skutecznie przez armaty przeciwpancerne niemieckiej 19 DP zza Bzury. 14 września, w czasie natarcia 26 DP prowadzonego znad Bzury, kompania patrolowała północny brzeg rzeki pomiędzy Sochaczewem a Kozłowem Szlacheckim. Następnego dnia przeszła do odwodu dywizyjnego. 16 września ogień wozów bojowych kompanii utrudniał przeprawę przez Bzurę pododdziałom 74 pp niemieckiej 19 DP. Po południu wraz z czołgami 72 i 81 kompanii (jako zgrupowanie pancerne pod dowództwem kpt. Szczepankowskiego) brała udział w boju o majątek Braki. Poniosła tam znaczne straty i musiała się wycofać w kierunku wsi Karnków. Prawdopodobnie brała udział w wypadzie n stację kolejową Bednary. 17 września zgrupowanie pancerne wsparło żołnierzy 26 DP zaatakowanych przez pododdziały niemieckiego 1 pcz 1 DPanc i poniosło duże straty w ludziach i sprzęcie. Najbardziej ucierpiała 82 kompania, tracąc większość wozów bojowych. 18 września dowódca kompanii otrzymał od szefa sztabu Armii „Pomorze”, płk. dypl. Ignacego Izdebskiego, pisemny rozkaz zniszczenia pozostałego sprzętu motorowego i przemarszu przez Puszczę Kampinoską do Warszawy. 22 września dowódca kompanii zameldował w Dowództwie Obrony Warszawy przybycie 72 czołgistów. Żołnierze 82 skczr dostali się do niewoli po kapitulacji stolicy.

## Obsada personalna

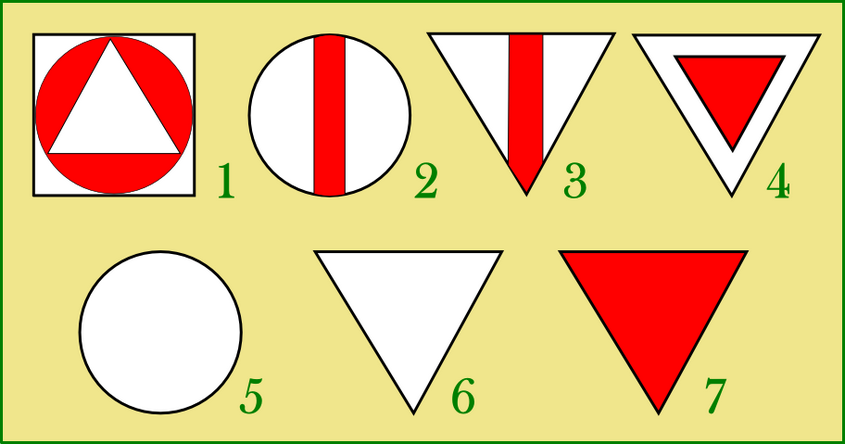
Znaki taktyczne malowane na czołgach lekkich i rozpoznawczych

Obsada w dniu 1 września 1939 roku:
- dowódca kompanii – por. Eugeniusz Włodkowski
- dowódca plutonu techniczno-gospodarczego – por. Czesław Omielanowicz[b]

## Skład kompanii
Poczet dowódcy
- gońcy motocyklowi
- drużyna łączności
  - patrole:

radiotelegraficzny
łączności z lotnictwem
- sekcja pionierów

Razem w dowództwie
1 oficer, 7 podoficerów, 21 szeregowców;
1 czołg, 1 samochód osobowo-terenowy, 2 samochody z radiostacjami N.2, furgonetka, 4 motocykle.
2 x pluton czołgów
1 oficer, 7 podoficerów, 7 szeregowców
6 czołgów, 1 motocykl, przyczepa towarzysząca
pluton techniczno – gospodarczy
- drużyna techniczna
- drużyna gospodarcza
- załogi zapasowe
- tabor

Razem w plutonie
1 oficer, 13 podoficerów, 18 szeregowców
5 samochodów ciężarowych, samochód-warsztat, cysterna, 1 motocykl, transporter czołgów, 2 przyczepy na paliwo, kuchnia polowa